# Kardynałowie inkwizytorzy generalni Rzymskiej Inkwizycji

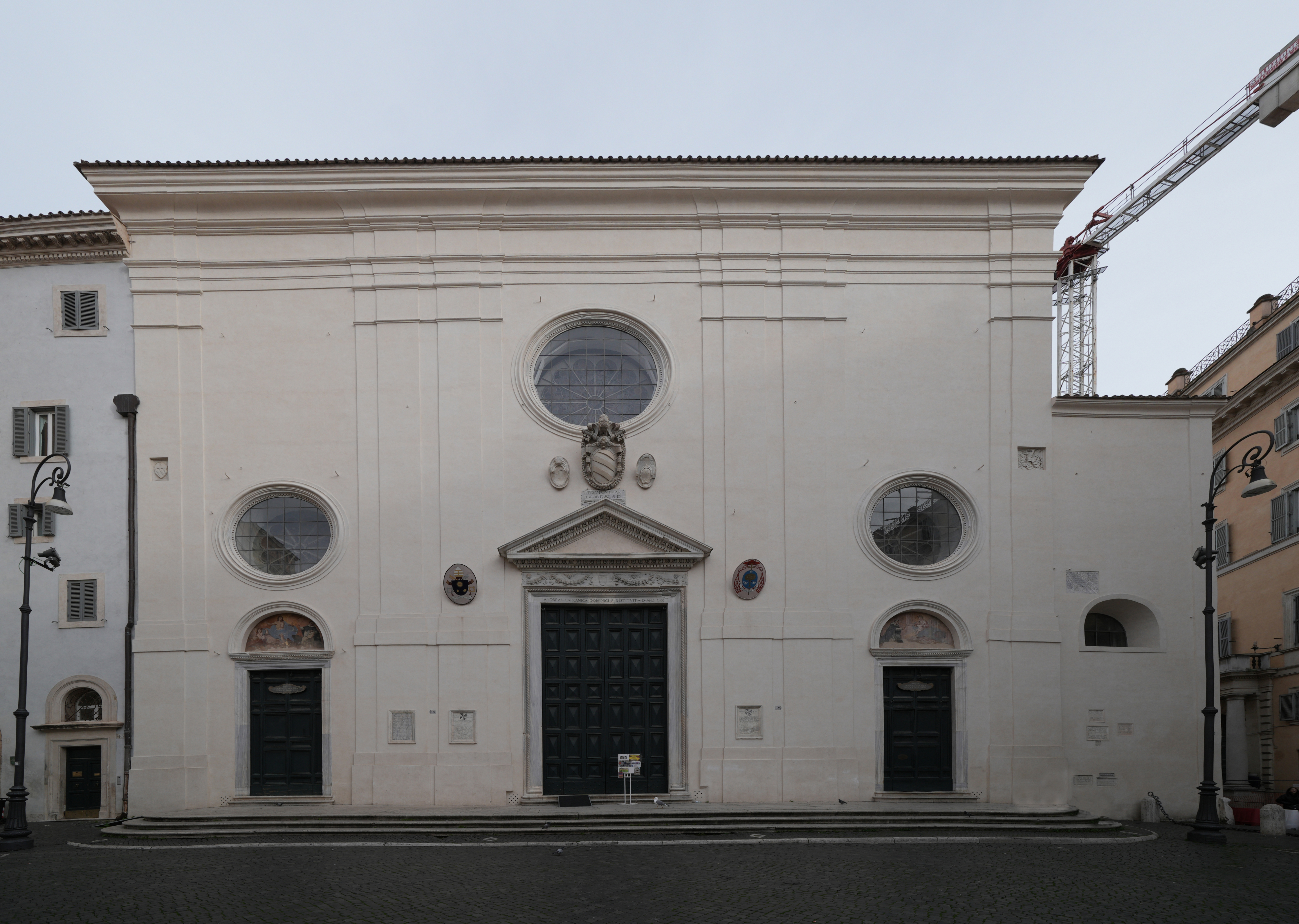
Bazylika S. Maria sopra Minerva. Miejsce posiedzeń Kongregacji Rzymskiej i Powszechnej Inkwizycji

Kardynałowie inkwizytorzy generalni Rzymskiej Inkwizycji – kardynałowie, będący członkami trybunału Rzymskiej Inkwizycji, przekształconego w 1564 w stałą kongregację Kurii Rzymskiej pod nazwą Kongregacja Rzymskiej i Powszechnej Inkwizycji (lub Kongregacja Świętego Oficjum).
Pierwsze nominacje kardynałów na inkwizytorów generalnych zostały dokonane 15 lipca 1541 przez papieża Pawła III (1534–1549). Inkwizytorami zostali kardynałowie Gian Pietro Carafa i Girolamo Aleandro. Po rychłej śmierci kardynała Aleandro (zm. 1 lutego 1542) papież Paweł III w dniu 4 lipca 1542 dokonał pięciu nowych nominacji, a 21 lipca 1542 wydał bullę Licet ab initio, na mocy której sześciu kardynałów inkwizytorów generalnych utworzyło najwyższy trybunał inkwizycyjny, mający za zadanie koordynowanie działań trybunałów inkwizycyjnych w Europie i przeciwdziałanie herezji wśród hierarchii kościelnej. Komisja ta nie miała wówczas stałego charakteru, ani oficjalnie nadanej nazwy, a mandaty jej członków wygasały na czas sede vacante. Mimo to, wszyscy kolejni następcy Pawła III dbali o jej ciągłość, potwierdzając mandaty kardynałów inkwizytorów i w razie potrzeby mianując kolejnych. 14 grudnia 1558 papież Paweł IV (1555–1559) mianował kardynała Michele Ghislieriego wielkim inkwizytorem, zastrzegając, że jego mandat pozostaje w mocy także podczas sede vacante. Jego następca Pius IV (1559–1565) w dniu 2 sierpnia 1564 ostatecznie przekształcił trybunał w stałą kongregację Kurii Rzymskiej, zwaną po roku 1588 Kongregacją Rzymskiej i Powszechnej Inkwizycji. Jej członkowie nadal tytułowani byli jako inkwizytorzy generalni, a ich nominacje miały co do zasady charakter dożywotni.
Kongregacja Inkwizycji Rzymskiej i Powszechnej została przekształcona w Kongregację Świętego Oficjum w wyniku reformy Kurii Rzymskiej dokonanej przez papieża Piusa X 29 czerwca 1908.

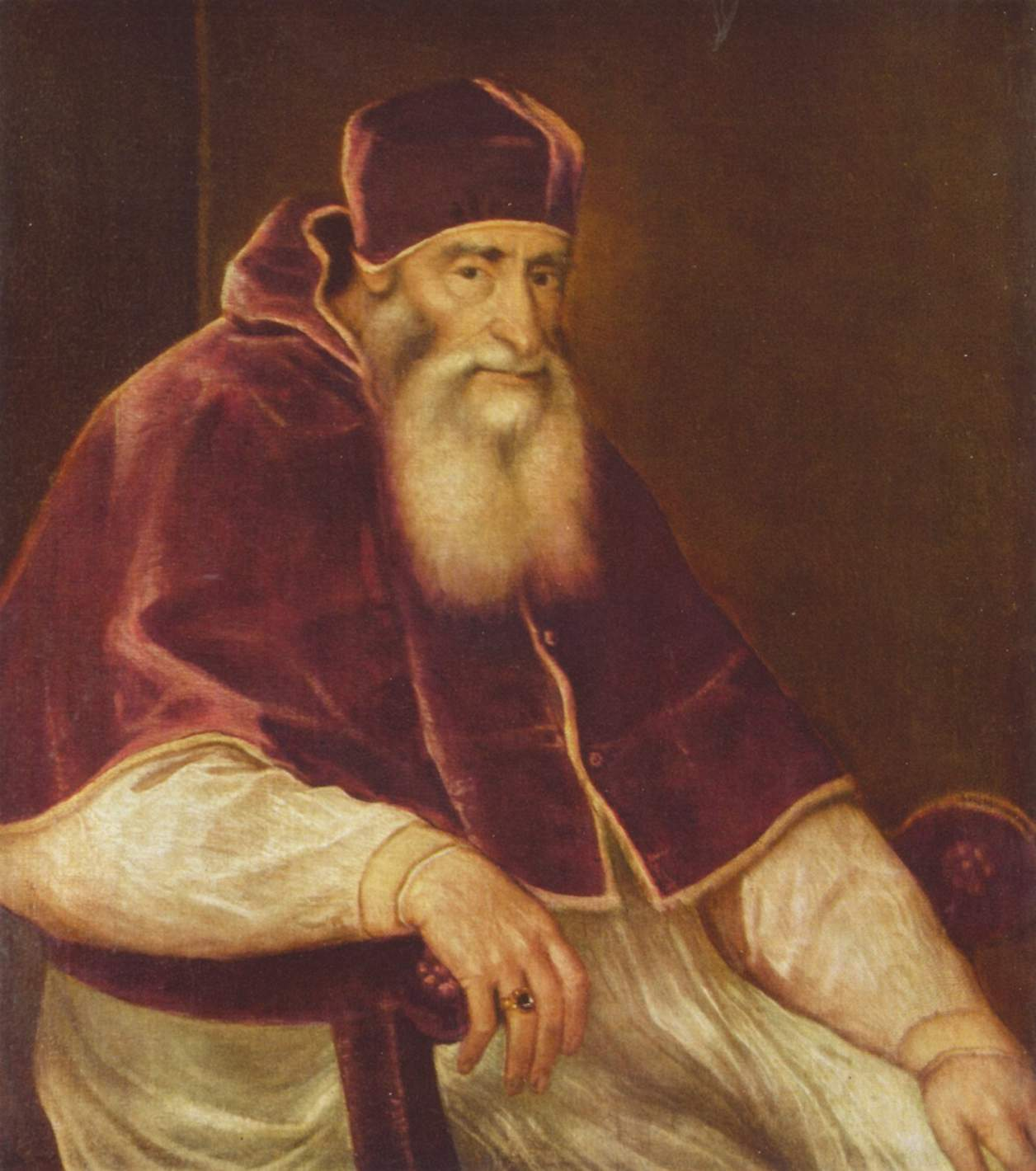
Papież Paweł III, twórca trybunału Rzymskiej Inkwizycji

Dostępne źródła pozwalają zidentyfikować 365 kardynałów inkwizytorów generalnych Rzymskiej Inkwizycji działających w latach 1541–1908, choć nie zawsze możliwe jest ustalenie daty nominacji. Wśród nich było aż 20 późniejszych papieży (Marceli II, Paweł IV, Pius IV, Pius V, Urban VII, Innocenty IX, Paweł V, Innocenty X, Aleksander VII, Klemens IX, Aleksander VIII, Klemens XI, Benedykt XIII, Klemens XII, Benedykt XIV, Klemens XIV, Pius VII, Leon XII, Pius VIII i Grzegorz XVI).
Za pontyfikatu Leona XIII (1878–1903) jednym z inkwizytorów generalnych był polski kardynał Mieczysław Ledóchowski (1822–1902).

## Kardynałowie inkwizytorzy generalni (1541–1908)

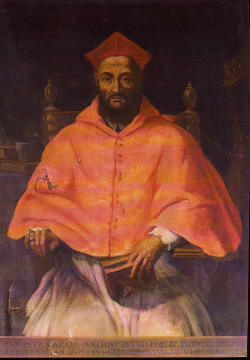
Papież Paweł IV jako kardynał Gian Pietro Carafa był jednym z inkwizytorów generalnych

### Mianowani przez Pawła III (13 października 1534 – 10 listopada 1549)
1. Gian Pietro Carafa CRT (15 lipca 1541 – 23 maja 1555)[3][4][5][6], od 23 maja 1555 papież Paweł IV
2. Girolamo Aleandro (15 lipca 1541 – 1 lutego 1542)[4][5]
3. Juan Álvarez de Toledo OP (4 lipca 1542 – 15 września 1557)[3][4][5][6][7]
4. Pierpaolo Parisio (4 lipca 1542 – 9 maja 1545)[3][4][5][6][7]
5. Bartolomeo Guidiccioni (4 lipca 1542 – 4 listopada 1549)[3][4][5][6][7]
6. Dionisio Laurerio OSM (4 lipca 1542 – 17 września 1542)[3][4][5][6][7]
7. Tommaso Badia OP (4 lipca 1542 – 6 września 1547)[3][4][5][6][7]
8. Gregorio Cortese OSB (1545 – 21 września 1548)[6][8]
9. Francesco Sfondrati (1548 – 31 lipca 1550)[3][6][7]
10. Marcello Cervini (październik 1548 – 9 kwietnia 1555)[3][6][7], od 9 kwietnia 1555 papież Marceli II

### Mianowani przez Juliusza III (7 lutego 1550 – 23 marca 1555)

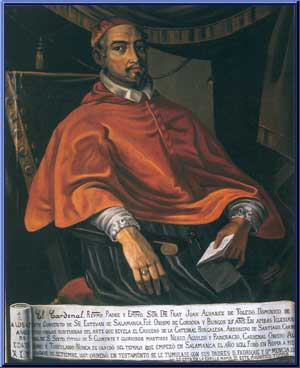
Hiszpański kardynał Juan Álvarez de Toledo OP

1. Girolamo Veralli (17 czerwca 1550 – 10 października 1555)[6]
2. Rodolfo Pio di Carpi (1 lipca 1550 – 2 maja 1564)[3][6][9]
3. Marcello Crescenzi (15 listopada 1550 – 28 maja 1552)[6][7]
4. Giacomo Puteo (20 stycznia 1552 – 26 kwietnia 1563)[6][7]
5. Sebastiano Antonio Pighini (30 czerwca 1552 – 23 listopada 1554)[6][7]

### Mianowani przez Pawła IV (23 maja 1555 – 18 sierpnia 1559)

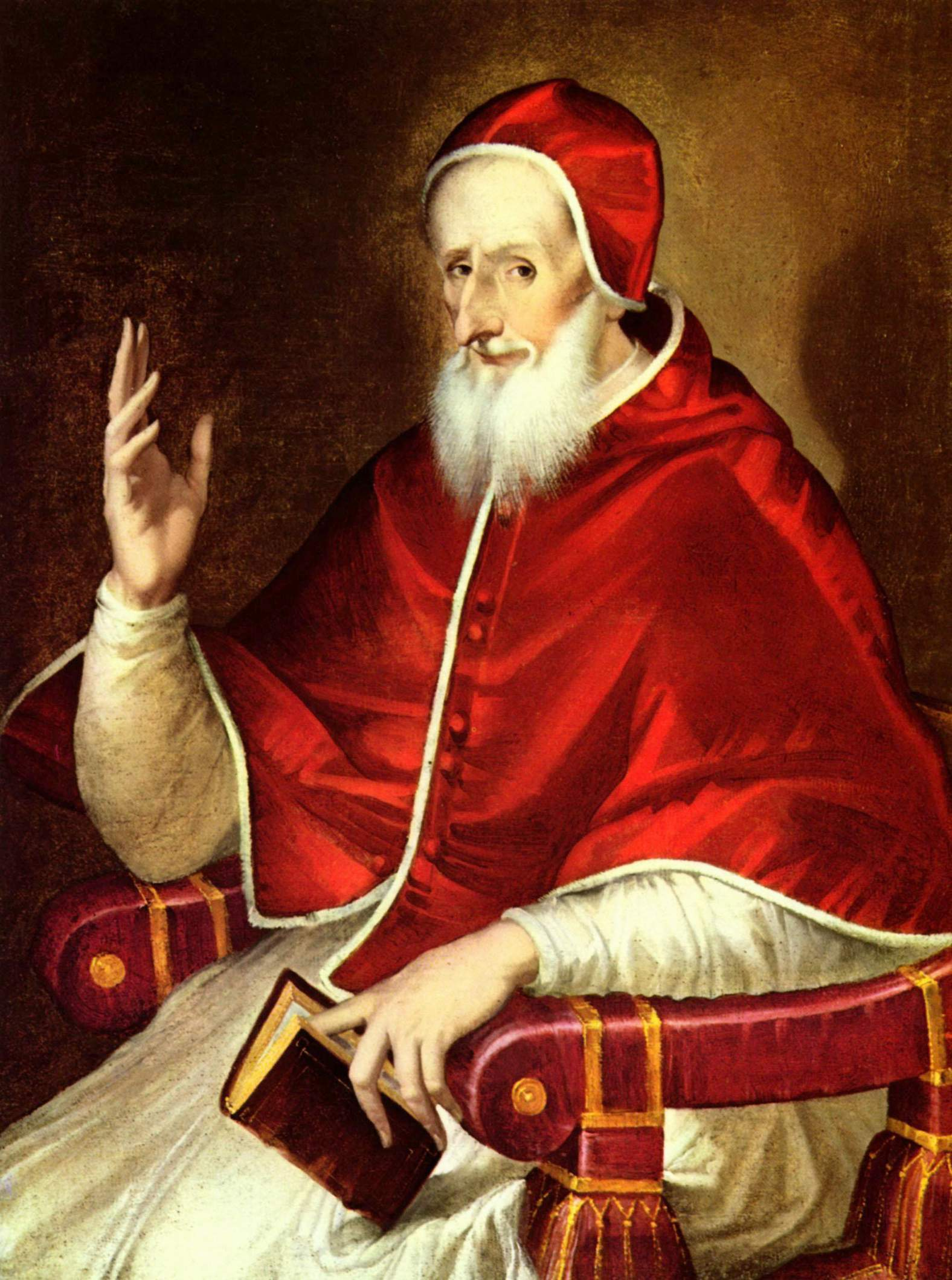
Pius V (Michele Ghislieri) przed wyborem na papieża był kolejno komisarzem generalnym Rzymskiej Inkwizycji i wielkim inkwizytorem

1. Gianbernardino Scotti (23 stycznia 1556 – 2 sierpnia 1564)[6][9][10][7]
2. Scipione Rebiba (23 stycznia 1556 – 2 sierpnia 1564)[6][10][7]
3. Jean Suau (23 stycznia 1556 – 7 lutego 1566)[6][9][10][7][9]
4. Gianantonio Capizucchi (23 kwietnia 1556 – 2 sierpnia 1564)[6][9][10][7]
5. Giovanni Angelo Medici (11 czerwca 1556 – 25 grudnia 1559)[6][10][7], od 25 grudnia 1559 papież Pius IV
6. Virgilio Rosario (18 marca 1557 – 22 maja 1559)[6][10][7]
7. Michele Ghislieri OP (18 marca 1557 – 7 stycznia 1566, wielki inkwizytor od 14 grudnia 1558)[6][10][7][9], papież Pius V od 7 stycznia 1566
8. Clemente d’Olera OFMObs (1 kwietnia 1557 – 7 lutego 1566)[6][10][7][9]
9. Giovanni Michele Saraceni (23 września 1557 – 7 lutego 1566)[6][10][7][9]
10. Diomede Carafa (14 października 1557 – 12 sierpnia 1560)[6][10][7]
11. Antonio Trivulzio (14 października 1557 – 25 maja 1559)[11][7]
12. Pedro Pacheco de Villena (15 października 1557 – 5 marca 1560)[6][9][10][7]
13. Giacomo Savelli (15 października 1557 – 2 sierpnia 1564)[6][9][10][7]
14. Guido Ascanio Sforza (15 października 1557 – 2 sierpnia 1564)[6][9][10][7]
15. Alfonso Carafa (8 grudnia 1558 – 2 sierpnia 1564)[6][9][10][7]

### Mianowani przez Piusa IV (25 grudnia 1559 – 9 grudnia 1565)

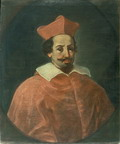
Kard. Vitellozzo Vitelli

1. Otto Truchsess von Waldburg (18 maja 1560 – 2 sierpnia 1564)[6][9][7]
2. Bartolomé de la Cueva y Toledo (20 sierpnia 1560 – 29 czerwca 1562)[6][9][7]
3. Cristoforo Madruzzo (13 listopada 1560 – 2 sierpnia 1564)[6][9][7]
4. Ludovico Simonetta (4 czerwca 1561 – 7 lutego 1566)[6][9][7][9]
5. Ranuccio Farnese OSIoHieros (4 stycznia 1563 – 2 sierpnia 1564)[12][7]
6. Carlo Borromeo (16 marca 1563 – 7 lutego 1566)[9][7][9]
7. Giovanni Girolamo Morone (16 marca 1563 – 2 sierpnia 1564)[6][7]
8. Giovanni Battista Cicala (22 marca 1563 – 7 lutego 1566)[9][7][9]
9. Vitellozzo Vitelli (30 marca 1563 – 7 lutego 1566)[9][7][9]
10. Fulvio Giulio della Corgna OSIoHieros (27 kwietnia 1563 – 2 sierpnia 1564)[6][7]
11. Marco Antonio Amulio (5 maja 1563 – 2 sierpnia 1564)[6][9][7]
12. Ippolito d’Este (27 lipca 1563 – 2 sierpnia 1564)[6][7]
13. Charles Guise de Lorraine (5 października 1563 – 2 sierpnia 1564)[7]
14. Gianfrancesco Gambara (19 października 1563 – 2 sierpnia 1564)[6][7]
15. Philibert Babou de la Bourdaisière (29 lutego 1564 – 2 sierpnia 1564)[6][7]
16. Alessandro Farnese (25 maja 1564 – 2 sierpnia 1564)[7]
17. Francisco Pacheco de Toledo (7 czerwca 1564 – 2 sierpnia 1564)[7]
18. Markus Sitticus von Hohenems (7 czerwca 1564 – 2 sierpnia 1564)[7]
19. Francesco Alciati (13 czerwca 1565 – 7 lutego 1566)[6][9][7]

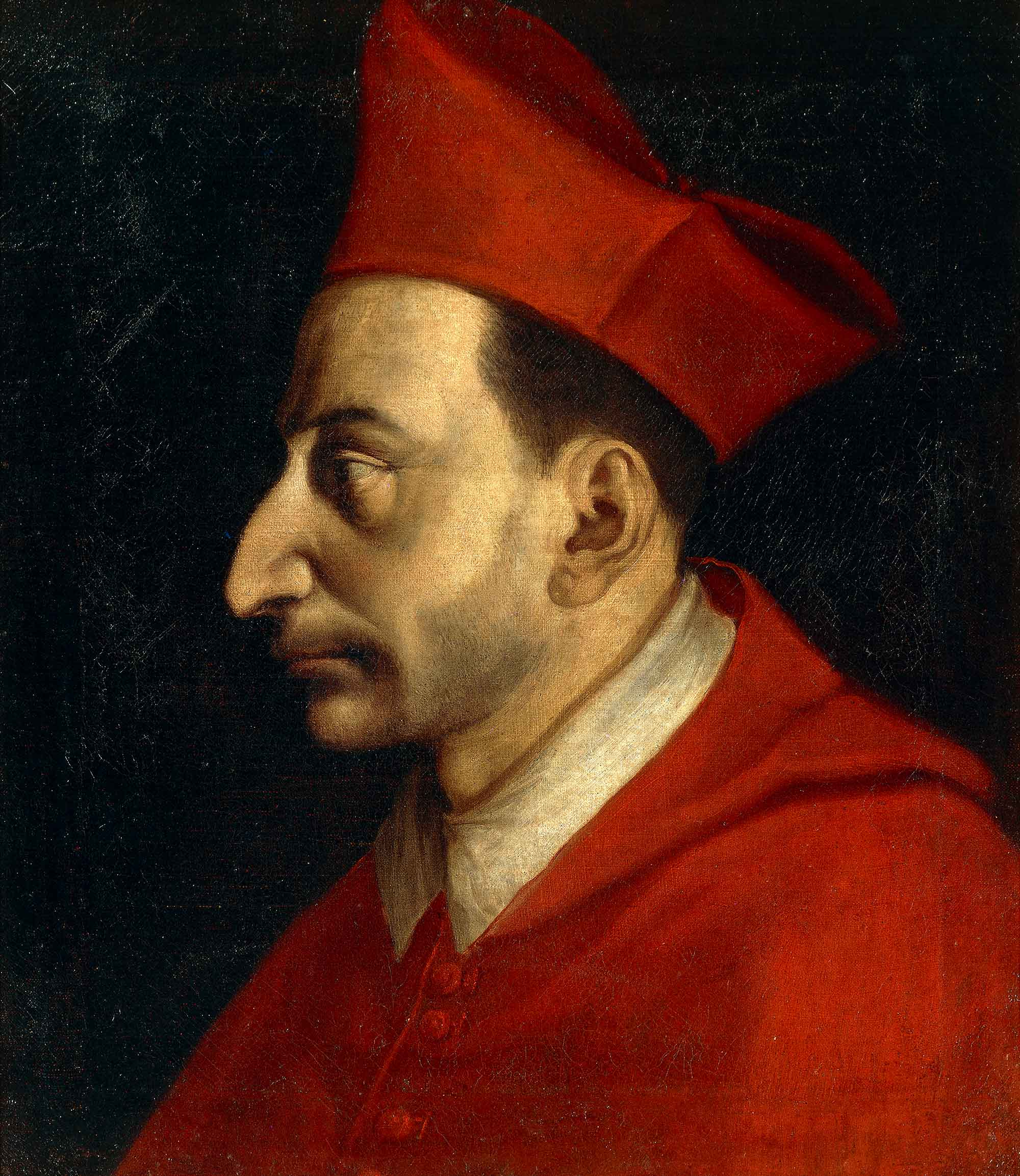
Święty Karol Boromeusz (zm. 1584) przez krótki czas był kardynałem inkwizytorem generalnym

2 sierpnia 1564 Pius IV przekształcił trybunał Rzymskiej Inkwizycji w stałą kongregację kardynalską Kurii Rzymskiej. W jej składzie pozostało tylko ośmiu z dwudziestu siedmiu dotychczasowych jej członków:
- Michele Ghislieri OP (jako wielki inkwizytor),
- Giovanni Michele Saraceni,
- Giovanni Battista Cicala,
- Jean Suau,
- Clemente d’Olera OFMObs,
- Ludovico Simonetta,
- Vitellozzo Vitelli,
- Karol Boromeusz.

W 1565 skład kongregacji uzupełniono jeszcze o kardynała Francesco Alciatiego, zatem w chwili śmierci Piusa IV Kongregacja liczyła 9 kardynałów inkwizytorów. Jeden z nich, kardynał Michele Ghislieri został następcą Piusa IV jako papież Pius V.

### Mianowani przez Piusa V (7 stycznia 1566 – 1 maja 1572)
Pius V na początku swego pontyfikatu odwołał wszystkich inkwizytorów generalnych mianowanych przez poprzednika i wyznaczył na ich miejsca swoich nominatów.
1. Scipione Rebiba[13] (7 lutego 1566 – 23 lipca 1577, wielki inkwizytor od 8 kwietnia 1573)[14][7]
2. Gianbernardino Scotti[13] (7 lutego 1566 – 11 grudnia 1568)[14][7]
3. Francisco Pacheco de Toledo[13] (7 lutego 1566 – 23 sierpnia 1579)[6][14][7]
4. Gianfrancesco Gambara[13] (7 lutego 1566 – 5 maja 1587)[6][14][7]
5. Gianpaolo Della Chiesa (3 lipca 1568 – 11 stycznia 1575)[6][14][7]

### Mianowani przez Grzegorza XIII (13 maja 1572 – 10 kwietnia 1585)
1. Ludovico Madruzzo (2 stycznia 1573 – 2 kwietnia 1600)[6][15][16][7]
2. Giulio Antonio Santori (12 stycznia 1575 – 7 czerwca 1602)[6][15][7]
3. Giacomo Savelli[13] (wielki inkwizytor 1 sierpnia 1577 – 5 grudnia 1587)[15][17][7]
4. Giovanni Antonio Facchinetti (11 stycznia 1584 – 29 października 1591)[6][15][7], od 29 października 1591 papież Innocenty IX
5. Gianbattista Castagna (11 stycznia 1584 – 15 września 1590)[6][15][7], od 15 września 1590 papież Urban VII

### Mianowani przez Sykstusa V (24 kwietnia 1585 – 27 sierpnia 1590)
1. Pedro de Deza OP (3 maja 1585 – 27 sierpnia 1600)[6][15][7]
2. Costanzo Buttafoco da Sarnano OFMConv (4 lutego 1587 – 20 grudnia 1595)[6][15][7]
3. Girolamo Bernerio OP (13 maja 1587 – 5 sierpnia 1611)[6][15][18][7]

### Mianowani przez Innocentego IX (29 października 1591 – 30 grudnia 1591)
1. Paolo Emilio Sfondrati (6 listopada 1591 – 14 lutego 1618)[6][15][18][19][7]

### Mianowani przez Klemensa VIII (30 stycznia 1592 – 3 marca 1605)

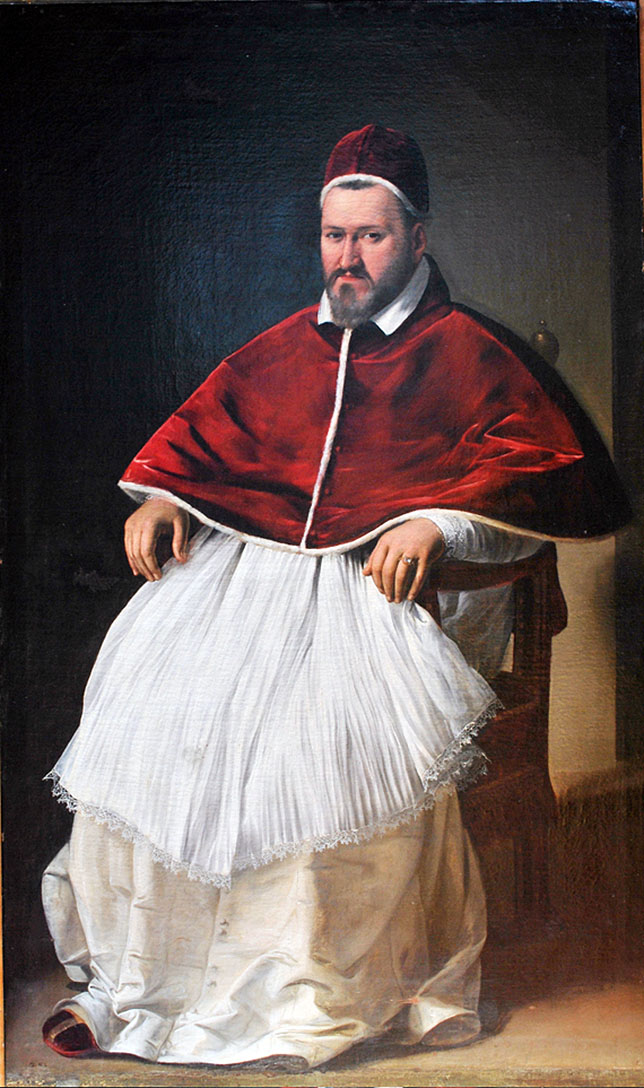
Paweł V (Camillo Borghese) w chwili wyboru na papieża był sekretarzem Rzymskiej Inkwizycji

1. Domenico Pinelli (5 lutego 1592 – 9 sierpnia 1611)[6][15][18][7]
2. Francisco Toledo de Herrera SJ (27 września 1593 – 14 września 1596)[6][15][7]
3. Camillo Borghese (27 czerwca 1596 – 16 maja 1605)[15][20][7], od 16 maja 1605 papież Paweł V
4. Pompeo Arrigoni (8 maja 1598 – 4 kwietnia 1616)[15][18][21][7]
5. Lucio Sassi (20 stycznia 1599 – 29 lutego 1604)[6][15]
6. Roberto Bellarmino SJ (16 marca 1599 – kwiecień 1621)[15][18][22]
7. Francisco de Ávila (1599 – 20 stycznia 1606)[15][7]
8. Anselmo Marzato OFMCap (30 czerwca 1604 – 17 sierpnia 1607)[15][7]
9. Anne de Pérusse Escars de Givry (30 czerwca 1604 – 19 kwietnia 1612)[15][18][7]
10. Ferdinando Taverna (30 czerwca 1604 – 19 sierpnia 1619)[15][18][23][7]
11. Innocenzo del Bufalo-Cancellieri (14 grudnia 1604 – 27 marca 1610)[15][24][7]

### Mianowani przez Leona XI (1 kwietnia 1605 – 27 kwietnia 1605)
1. Pietro Aldobrandini (14 kwietnia 1605 – 10 lutego 1621)[15][18][25][7]

### Mianowani przez Pawła V (16 maja 1605 – 28 stycznia 1621)

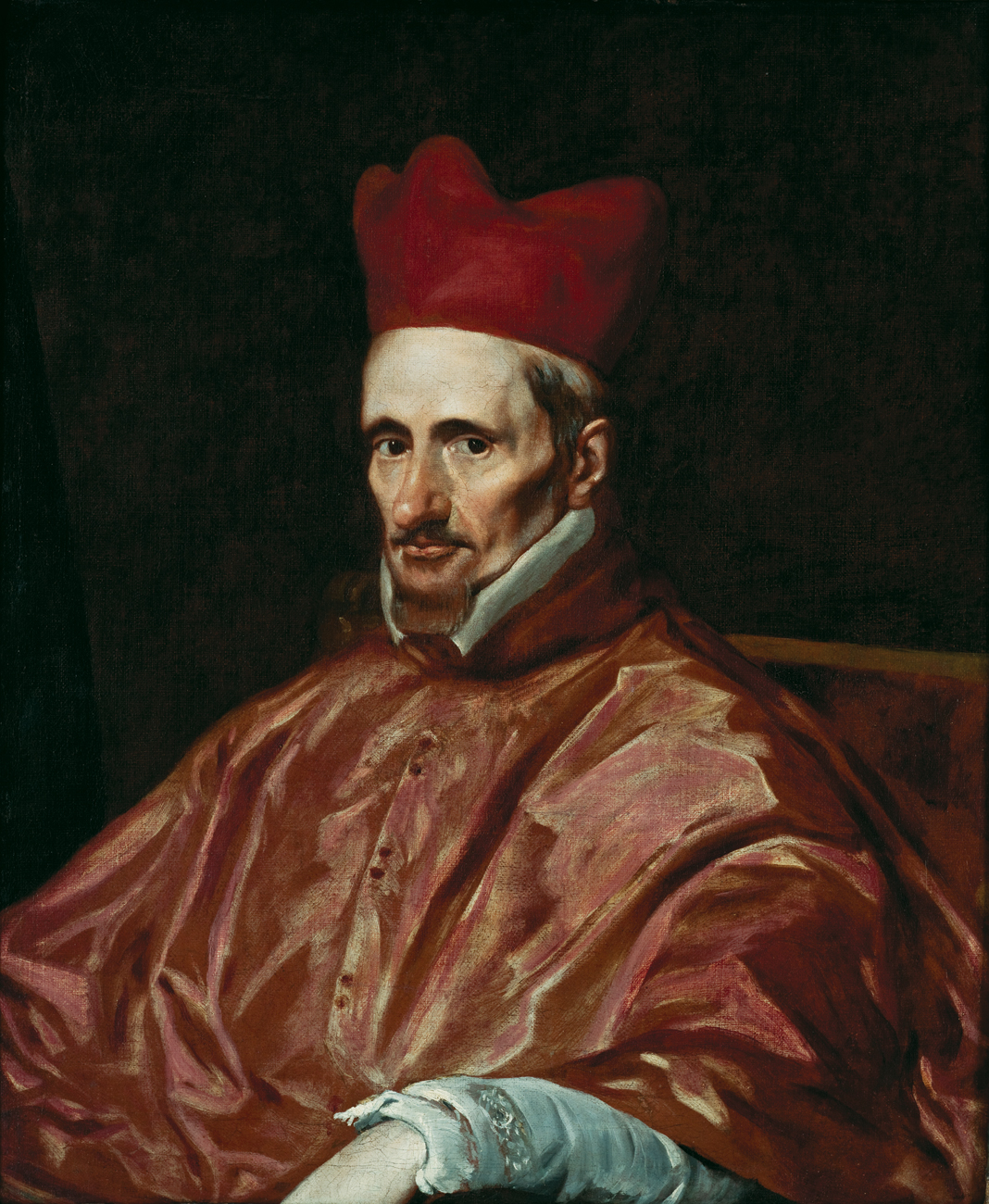
Kard. Gaspar de Borja y Velasco był jednym z trzech kardynałów inkwizytorów, którzy odmówili podpisania wyroku skazującego na Galileusza

1. Lorenzo Bianchetti (25 maja 1605 – 12 marca 1612)[15][18][7]
2. Antonio Zapata y Cisneros (27 stycznia 1606 – 27 kwietnia 1635)[15][18][26][7]
3. Giovanni Garzia Millini (19 grudnia 1607 – 2 października 1629)[15][18][27][7]
4. Fabrizio Veralli (25 lutego 1609 – 17 listopada 1624)[15][18][28][7]
5. Francois de Rochefoucald (10 lutego 1610 – 14 lutego 1645)[15][18][7]
6. Felice Centini OFMConv (14 września 1611 – 24 stycznia 1641)[15][18][29][7]
7. Agostino Galamina OP (16 listopada 1611 – 6 września 1639)[15][18][30][7]
8. Giovanni Battista Bonsi (21 lipca 1615 – 4 lipca 1621)[15][18][31][7]
9. Gaspar de Borja y Velasco (23 maja 1617 – 28 grudnia 1645)[15][18][32][7]
10. Pietro Campori (6 maja 1620 – 4 lutego 1643)[15][18][7]

### Mianowani przez Grzegorza XV (9 lutego 1621 – 8 lipca 1623)
1. Scipione Cobelluzzi (17 lutego 1621 – 29 czerwca 1626)[15][18][7]
2. Desiderio Scaglia OP (17 lutego 1621 – 21 sierpnia 1639)[15][18][33][34][7]
3. Ottavio Bandini (10 marca 1621 – 1 sierpnia 1629)[18][35][7]
4. Ludovico Ludovisi (5 maja 1621 – 18 listopada 1632)[18][7]
5. François d’Escoubleau de Sourdis (14 lipca 1621 – 8 lutego 1628)[18][7]
6. Carlo Gaudenzio Madruzzo (19 stycznia 1622 – 14 sierpnia 1629)[18][7]
7. Guido Bentivoglio (3 sierpnia 1622 – 7 września 1644)[18][36][7]

### Mianowani przez Urbana VIII (6 sierpnia 1623 – 29 lipca 1644)

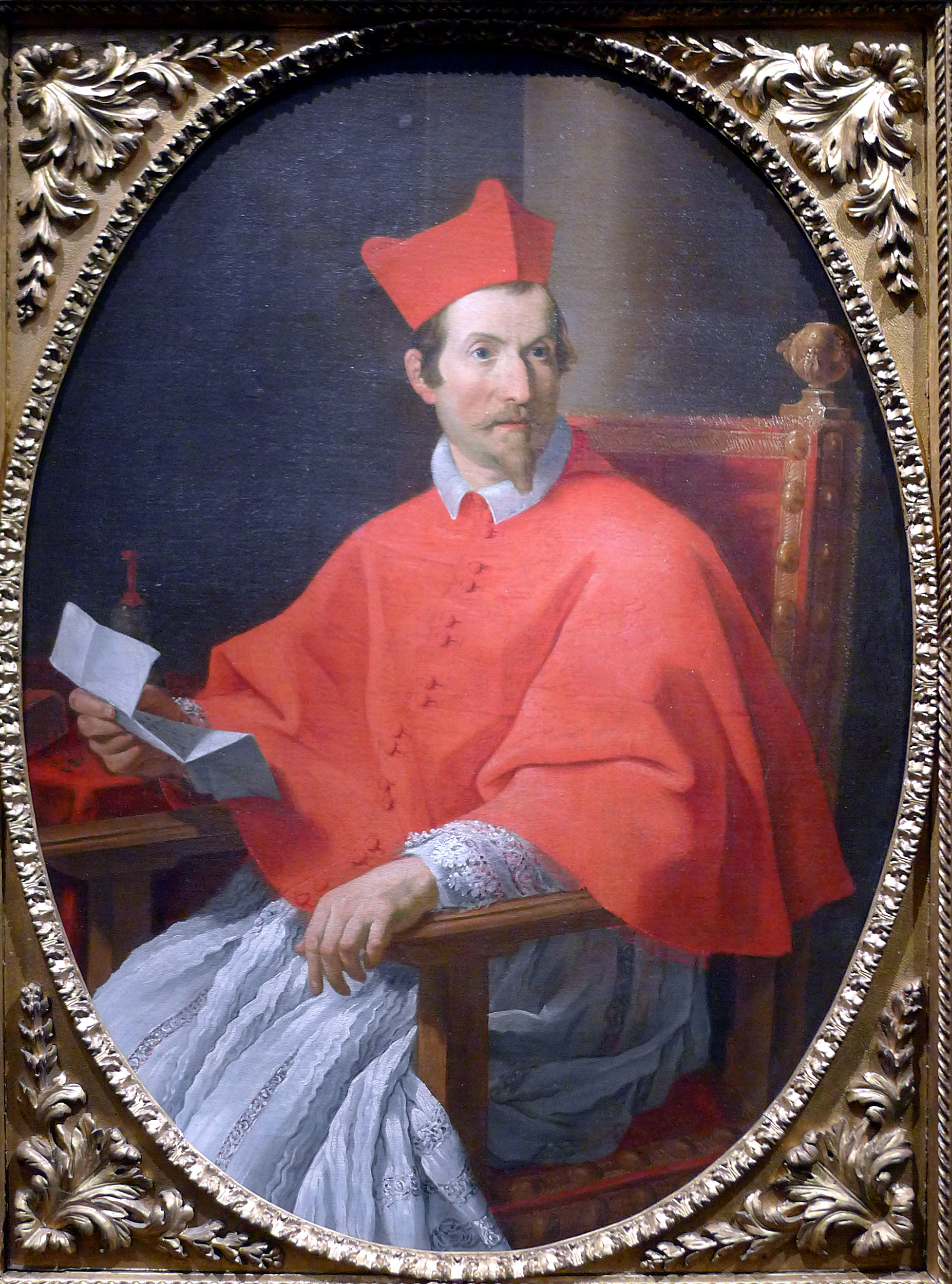
Kard. Francesco Barberini (1597–1679), najdłużej urzędujący sekretarz Rzymskiej Inkwizycji (1633–79)

1. Louis de Nogaret d’Épernon de La Valette (12 grudnia 1623 – 27 września 1639)[18][7]
2. Francesco Barberini (29 maja 1624 – 10 grudnia 1679)[18][33][37][7]
3. Antonio Marcello Barberini OFMCap (22 listopada 1624 – 11 września 1646)[18][33][38][7]
4. Denis-Simon de Marquemont (18 lutego 1626 – 16 września 1626)[18][7]
5. Lorenzo Magalotti (30 kwietnia 1626 – 19 września 1637)[18][7]
6. Laudivio Zacchia (7 lipca 1626 – 30 sierpnia 1637)[18][39][7]
7. Marzio Ginetti (2 maja 1629 – 1 marca 1671)[18][33][40][7]
8. Berlinghiero Gessi (10 października 1629 – 6 kwietnia 1639)[18][41][7]
9. Fabrizio Verospi (10 października 1629 – 27 stycznia 1639)[18][33][42][7]
10. Giovanni Francesco Guidi di Bagno (23 lipca 1631 – 24 lipca 1641)[18][7]
11. Cesare Monti (26 lipca 1634 – 16 sierpnia 1650)[18][33][7]
12. Agostino Oreggi (28 grudnia 1634 – 12 lipca 1635)[18][7]
13. Alphonse-Louis du Plessis de Richelieu OCarth (5 czerwca 1635 – 24 marca 1653)[18][7]
14. Alfonso de la Cueva-Benavides y Mendoza-Carrillo (27 czerwca 1635 – 10 sierpnia 1655)[18][33][7]
15. Giulio Roma (7 września 1639 – 16 września 1652)[18][33][7]
16. Vincenzo Maculani OP (15 stycznia 1642 – 16 lutego 1667)[18][7]
17. Girolamo Verospi (26 lutego 1642 – 5 stycznia 1652)[18][33][7]
18. Bernardino Spada (19 listopada 1642 – 10 listopada 1661)[18][33][7]
19. Gianbattista Pamphilj (19 listopada 1642 – 15 września 1644)[18][7], od 15 września 1644 papież Innocenty X
20. Lelio Falconieri (2 września 1643 – 14 grudnia 1648)[33][43][7]
21. Juan de Lugo y de Quiroga SJ (22 lipca 1644 – 20 sierpnia 1660)[33][44][7]

### Mianowani przez Innocentego X (15 września 1644 – 7 stycznia 1655)
1. Giovanni Giacomo Panciroli (7 grudnia 1644 – 3 września 1651)[33][7]
2. Girolamo Colonna (7 grudnia 1644 – 4 września 1666)[33][44][7]
3. Alessandro Bichi (15 lutego 1645 – 25 maja 1657)[33][7]
4. Domenico Cecchini (4 maja 1645 – 1 maja 1656)[33][7]
5. Orazio Giustiniani CO (15 listopada 1645 –  25 lipca 1649)[45][7]
6. Rinaldo d’Este (2 stycznia 1647 – 30 września 1672)[44][7]
7. Michel Mazarin OP (23 grudnia 1647 – 31 sierpnia 1648)[46][7]
8. Camillo Astalli (12 lipca 1651 – 21 grudnia 1663)[44][7]
9. Fabio Chigi (14 marca 1652 – 7 kwietnia 1655)[47][7], od 7 kwietnia 1655 papież Aleksander VII
10. Francesco Albizzi (30 marca 1654 – 5 października 1684)[44][7]

### Mianowani przez Aleksandra VII (7 kwietnia 1655 – 22 maja 1667)

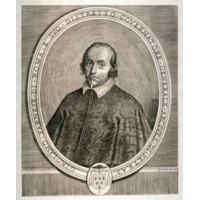
Kard. Girolamo Farnese

1. Giacomo Corradi (1 czerwca 1656 – 17 stycznia 1666)[44][7]
2. Giulio Rospigliosi (9 maja 1657 – 20 czerwca 1667)[44][7], od 20 czerwca 1667 papież Klemens IX
3. Girolamo Farnese (29 maja 1658 – 18 lutego 1668)[48][7]
4. Flavio Chigi (6 listopada 1658 – 13 września 1693)[48][7]
5. Francesco Maria Sforza Pallavicino SJ (22 września 1660 – 5 czerwca 1667)[48][7]
6. Pascual de Aragón-Córdoba-Cardona y Fernández de Córdoba (13 lutego 1664 – 28 września 1677)[49][7]
7. Celio Piccolomini (13 lutego 1664 – 24 maja 1681))[49][7]
8. Pietro Ottoboni (16 grudnia 1664 – 6 października 1689)[49][50][7], od 6 października 1689 papież Aleksander VIII
9. Angelo Celsi (16 grudnia 1664 – 6 listopada 1671)[49][7]
10. Giberto Borromeo (20 stycznia 1666 – 6 stycznia 1672)[49][7]
11. Cesare Maria Antonio Rasponi (17 marca 1666 – 21 listopada 1675)[49][7]
12. Decio Azzolini (29 czerwca 1667 – 8 czerwca 1689)[51][7]
13. Lorenzo Imperiali (29 czerwca 1667 – 21 września 1673)[51][7]

### Mianowani przez Klemensa IX (20 czerwca 1667 – 9 grudnia 1669)
1. Giacomo Rospigliosi (22 lutego 1668 – 2 lutego 1684)[51][7]

### Mianowani przez Klemensa X (29 kwietnia 1670 – 22 lipca 1676)

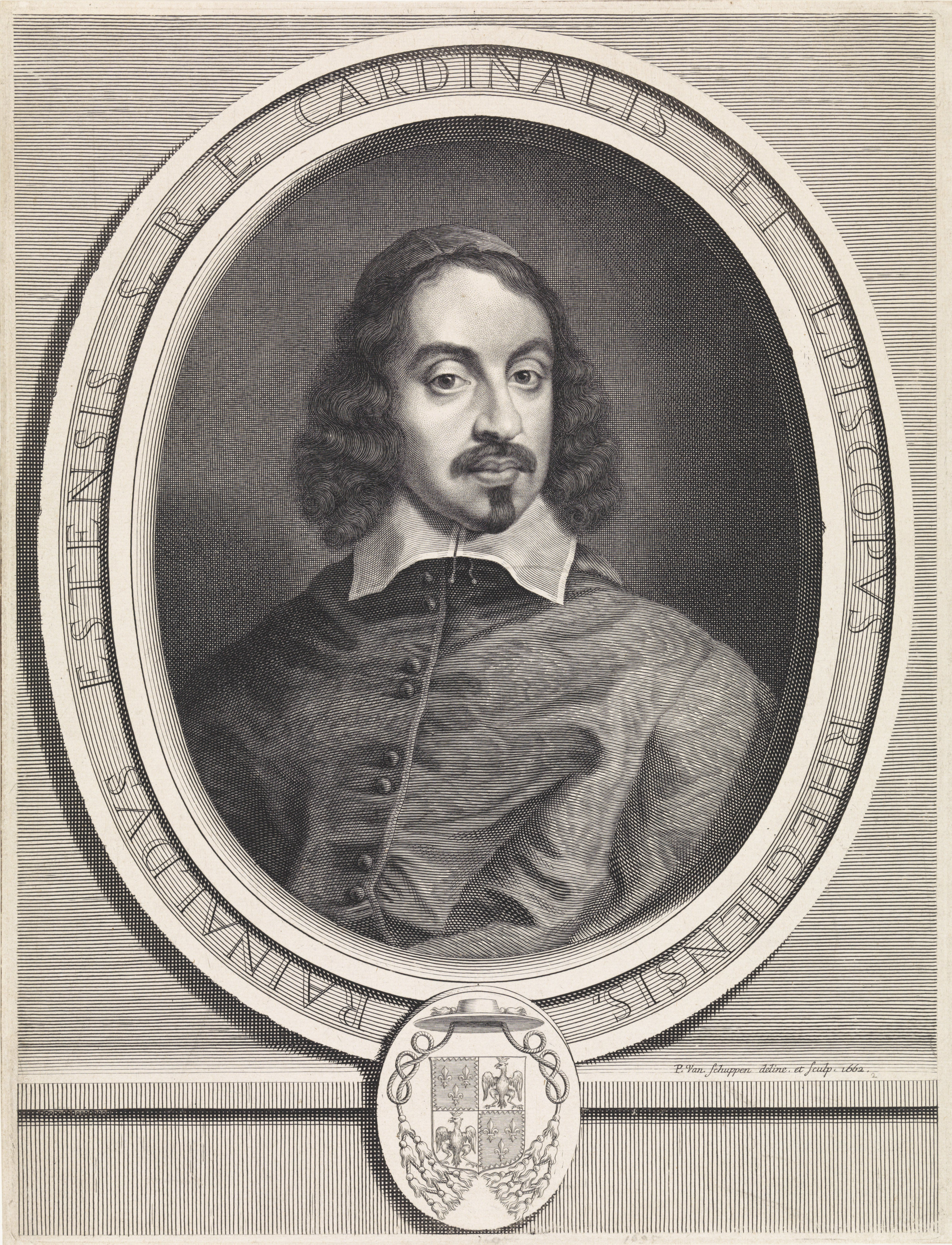
Kard. Rinaldo d’Este (1618-1672)

1. Paluzzo Paluzzi Altieri (7 maja 1670 – 29 czerwca 1698)[52][7]
2. Antonio Barberini (13 maja 1670 – 4 sierpnia 1671)[52][7]
3. Giulio Gabrielli (21 maja 1670 – 31 sierpnia 1677)[52][7]
4. Francesco Maria Brancaccio (21 maja 1670 – 9 stycznia 1675)[52][7]
5. Giovanni Bona (21 maja 1670 – 28 października 1674)[52][7]
6. Luis Manuel Fernández de Portocarrero (11 czerwca 1670 – 14 września 1709)[52][7]
7. Federico Borromeo (25 lutego 1671 – 18 lutego 1673)[53][7]
8. Gasparo Carpegna (25 lutego 1671 – 6 kwietnia 1714)[52][53][7]
9. Alderano Cibo (19 sierpnia 1671 – 22 lipca 1700)[54][55][7]
10. César d’Estrées (19 lipca 1672 – 18 grudnia 1714)[56][7]
11. Girolamo Casanate (26 lipca 1673 – 3 marca 1700)[56][7]
12. Francesco Nerli (27 września 1673 – 8 kwietnia 1708)[56][7]
13. Cesare Facchinetti (31 października 1674 – 31 stycznia 1683)[54][7]
14. Federico Baldeschi Colonna (30 stycznia 1675 – 4 października 1691)[54][57][7]

### Mianowani przez Innocentego XI (21 września 1676 – 12 sierpnia 1689)
1. Stefano Brancaccio (1 października 1681  – 8 września 1682)[58][7]
2. Lorenzo Brancati di Lauria OFMConv (1 października 1681 – 30 listopada 1693)[58][7]
3. Raimondo Capizucchi OP (8 października 1681 – 22 kwietnia 1691)[58][7]
4. Michelangelo Ricci (19 listopada 1681 – 12 marca 1682)[58][7]
5. Giacomo de Angelis (16 października 1686 – 15 września 1695)[59][7]
6. José Sáenz de Aguirre OSB (12 listopada 1687 – 19 sierpnia 1699)[60][7]

### Mianowani przez Aleksandra VIII (6 października 1689 – 1 lutego 1691)

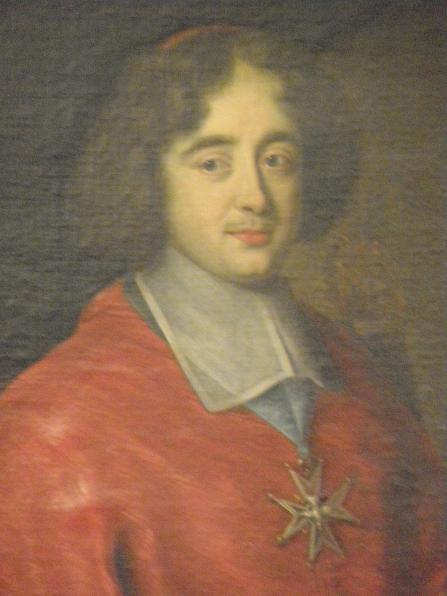
Kard. Emmanuel de Bouillon z Francji

1. Galeazzo Marescotti (12 października 1689 – 3 lipca 1726)[61][7]
2. Emmanuel de Bouillon (10 stycznia 1690 – 2 marca 1715)[61][7]
3. Bandino Panciatici (12 kwietnia 1690 – 21 kwietnia 1718)[61][7]
4. Pietro Ottoboni (16 sierpnia 1690 – 29 lutego 1740)[62][7]

### Mianowani przez Innocentego XII (12 lipca 1691 – 27 września 1700)
1. Fabrizio Spada (25 lipca 1691 – 15 czerwca 1717)[62][63][7]
2. Francesco Maria de’ Medici (25 lipca 1691 – 19 czerwca 1709)[62][7]
3. Rinaldo d’Este (1 sierpnia 1691 – 21 marca 1695)[62][7]
4. Vincenzo Maria Orsini OP (5 września 1691 – 29 maja 1724)[62][7], od 29 maja 1724 papież Benedykt XIII
5. Gianfrancesco Albani (15 września 1694[64] – 23 listopada 1700)[65][7], od 23 listopada 1700 papież Klemens XI
6. Tommaso Maria Ferrari OP (4 stycznia 1696 – 20 sierpnia 1716)[66][7]
7. Enrico Noris OESA (4 stycznia 1696 – 23 lutego 1704)[66][7]
8. Celestino Sfondrati (22 lutego 1696 – 4 września 1696)[66][7]
9. Giacomo Antonio Morigia CanReg (30 kwietnia 1699 – 8 października 1708)[67][7]
10. Francesco del Giudice (3 lutego 1700 – 10 października 1725)[68][69][7]
11. Sperello Sperelli (22 kwietnia 1700 – 22 marca 1710)[68][69][7]
12. Giovanni Maria Gabrielli OCist (29 kwietnia 1700 – 17 września 1711)[68][7]
13. Niccolò Radulovich (7 lipca 1700 – 27 października 1702)[68][7]

### Mianowani przez Klemensa XI (23 listopada 1700 – 19 marca 1721)

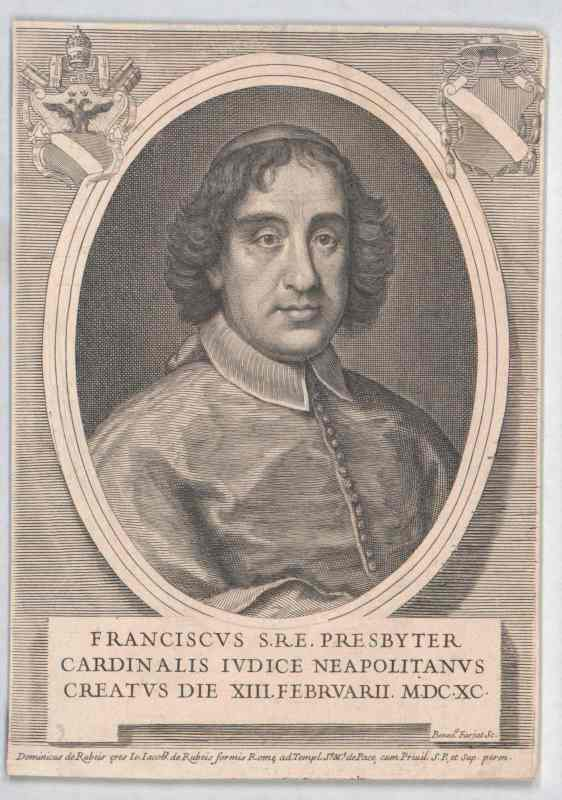
Kard. Francesco del Giudice, sekretarz Kongregacji Inkwizycji Rzymskiej i Powszechnej w latach 1719–25

1. Nicolò Acciaioli (8 grudnia 1704 – 23 lutego 1719)[70]
2. Fabrizio Paolucci (8 grudnia 1704 – 12 czerwca 1726)[71][72]
3. Lorenzo Casoni (8 listopada 1707 – 19 listopada 1720)[70]
4. Carlo Agostino Fabroni (1 stycznia 1708 – 19 września 1727)[70]
5. Giuseppe Sacripanti (23 kwietnia 1709 – 4 stycznia 1727)[71][72]
6. Giovanni Battista Tolomei SJ (21 sierpnia 1715 – 19 stycznia 1726)[71][72][73]
7. Francesco Maria Casini (28 sierpnia 1715 – 14 lutego 1719)[72]
8. Giandomenico Paracciani (29 stycznia 1718 – 9 maja 1721)[71]
9. Giovanni Battista Spinola (1718 – 19 marca 1719)
10. Pier Marcellino Corradini (29 lutego 1720 – 8 lutego 1743)[71]
11. Giuseppe Renato Imperiali (29 lutego 1720 – 15 stycznia 1737)[71]
12. Annibale Albani (3 grudnia 1720 – 21 października 1751)[74]

### Mianowani przez Innocentego XIII (8 maja 1721 – 7 marca 1724)
1. Giorgio Spinola (26 czerwca 1721 – 17 stycznia 1739)[75]
2. Bernardo Maria Conti OSBCas (18 lipca 1721 – 23 kwietnia 1730)[75]
3. Sebastiano Antonio Tanara (19 lipca 1721 – 5 maja 1724)[75]

### Mianowani przez Benedykta XIII (29 maja 1724 – 21 lutego 1730)

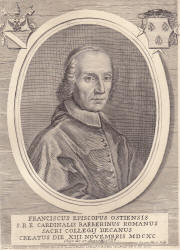
Kard. Francesco Barberini (1662-1738), członek Kongregacji w latach 1726–38

1. Giuseppe Vallemani (7 czerwca 1724 – 15 grudnia 1725)[76]
2. Lorenzo Corsini (13 czerwca 1724 – 12 lipca 1730)[76], od 12 lipca 1730 papież Klemens XII
3. Ludovico Pico della Mirandola (14 sierpnia 1724 – 10 sierpnia 1743)[76]
4. Agostino Pipia OP (27 lutego 1725 – 19 lutego 1730)[76]
5. Curzio Origo (24 lipca 1725 – 18 marca 1737)[77]
6. Niccolò Coscia (23 stycznia 1726 – 1730)[78]
7. Prospero Marefoschi (14 czerwca 1726 – 24 lutego 1732)[79]
8. Francesco Barberini (9 sierpnia 1726 – 17 sierpnia 1738)[79]
9. Nicolò Maria Lercari (17 grudnia 1726 – 21 marca 1757)[79]
10. Lorenzo Cozza (19 grudnia 1726 – 19 stycznia 1729)[79]
11. Francesco Antonio Finy (8 marca 1728 – 5 kwietnia 1743)[80]
12. Vincenzo Ludovico Gotti OP (14 czerwca 1728 – 18 września 1742)[80]
13. Gregorio Selleri OP (10 maja 1728 – 31 maja 1729)[80]
14. Antonio Banchieri (10 maja 1728 – 16 września 1733)[80]
15. Prospero Lambertini (27 sierpnia 1728 – 17 sierpnia 1740)[81], od 17 sierpnia 1740 Benedykt XIV
16. Leandro di Porzia OSBCas (8 listopada 1728 – 2 czerwca 1740)[80]
17. Vincenzo Petra (30 września 1729 – 21 marca 1747)[81]
18. Carlo Vincenzo Maria Ferreri OP (23 grudnia 1729 – 9 grudnia 1742)[81]

### Mianowani przez Klemensa XII (12 lipca 1730 – 6 lutego 1740)

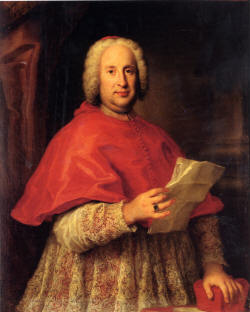
Kard. Neri Maria Corsini, sekretarz Kongregacji w latach 1753–70

1. Gianantonio Davia (19 stycznia 1731 – 11 stycznia 1740)[82]
2. Neri Maria Corsini (19 stycznia 1731 – 6 grudnia 1770)[82]
3. Antonio Saverio Gentili (19 listopada 1731 – 13 marca 1753)[82]
4. Giovanni Antonio Guadagni OCD (12 lipca 1732 – 15 stycznia 1759)[83]
5. Giuseppe Firrao (14 października 1733 – 24 października 1744)[84]
6. Tommaso Ruffo (4 listopada 1735 – 16 lutego 1753)[85]
7. Antonio Felice Zondadari (29 stycznia 1737 – 23 listopada 1737)[80]
8. Marcello Passari (23 marca 1737 – 25 września 1741)[86]
9. Pietro Maria Pieri OSM (28 listopada 1737 – 27 stycznia 1743)[86]

### Mianowani przez Benedykta XIV (17 sierpnia 1740 – 3 maja 1758)
1. Giuseppe Accoramboni (23 września 1743 – 21 marca 1747)[87]
2. Pompeo Aldrovandi (23 września 1743 – 6 stycznia 1752)[87]
3. Domenico Passionei (23 września 1743 – 5 lipca 1761)[87]
4. Silvio Valenti Gonzaga (23 września 1743 – 28 sierpnia 1756)[87]
5. Luigi Maria Lucini OP (23 września 1743 – 17 stycznia 1745)[87]
6. Fortunato Tamburini OSBCas (23 września 1743 – 9 sierpnia 1761)[87]
7. Gioacchino Besozzi OCist (23 września 1743 – 18 czerwca 1755)[87]
8. Carlo Alberto Guidoboni Cavalchini (25 marca 1747 – 7 marca 1774)[88]
9. Giovanni Battista Spinola (29 października 1751 – 20 sierpnia 1752)[89]
10. Raniero d’Elci (1 lutego 1752 – 22 czerwca 1761)[90]
11. Giuseppe Maria Feroni (10 grudnia 1753 – 15 listopada 1767)[91]
12. Vincenzo Malvezzi (10 grudnia 1753 – 3 grudnia 1775)[91]
13. Giovanni Giacomo Millo (10 grudnia 1753 – 16 listopada 1757)[91]
14. Clemente Argenvilliers (10 grudnia 1753 – 23 grudnia 1758)[91]
15. Antonio Andrea Galli CRSSS (10 grudnia 1753 – 24 marca 1767)[91]
16. Alberico Archinto (17 listopada 1756 – 30 września 1758)[92]

### Mianowani przez Klemensa XIII (6 lipca 1758 – 2 lutego 1769)

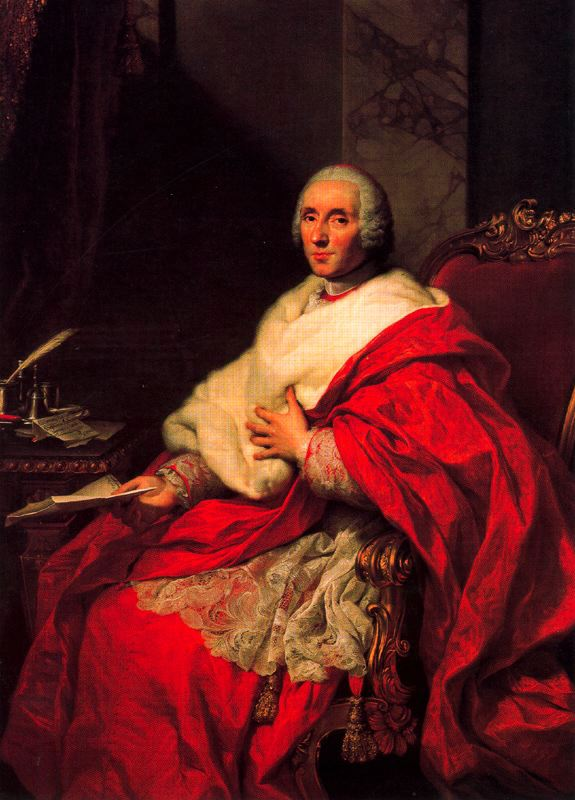
Kard. Alberico Archinto

1. Giuseppe Spinelli (6 lipca 1758 – 12 kwietnia 1763)[93]
2. Luigi Maria Torregiani (6 listopada 1758 – 6 stycznia 1777)[93]
3. Carlo Rezzonico (22 listopada 1758 – 26 stycznia 1799)[93]
4. Antonio Maria Erba Odescalchi (19 listopada 1759 – 28 marca 1762)[94]
5. Giuseppe Agostino Orsi OP (19 listopada 1759 – 13 czerwca 1761)[94]
6. Lorenzo Ganganelli OFMConv (19 listopada 1759 – 19 maja 1769)[94], od 19 maja 1769 papież Klemens XIV
7. Giuseppe Maria Castelli (12 grudnia 1760 – 9 kwietnia 1780)[95]
8. Ferdinando Maria de Rossi (14 sierpnia 1761 – 4 lutego 1775)[96]
9. Marcantonio Colonna (2 maja 1762 – 4 grudnia 1793)[97]
10. Giovanni Francesco Stoppani (25 kwietnia 1763 – 18 listopada 1774)[98]
11. Giovanni Carlo Boschi (7 kwietnia 1767 – 6 września 1788)[99]
12. Flavio Chigi (7 stycznia 1768 – 12 lipca 1771)[99]

### Mianowani przez Klemensa XIV (19 maja 1769 – 22 września 1774)
1. Lazzaro Opizio Pallavicini (17 czerwca 1769– 23 lutego 1785)[100]

### Mianowani przez Piusa VI (15 lutego 1775 – 29 sierpnia 1799)

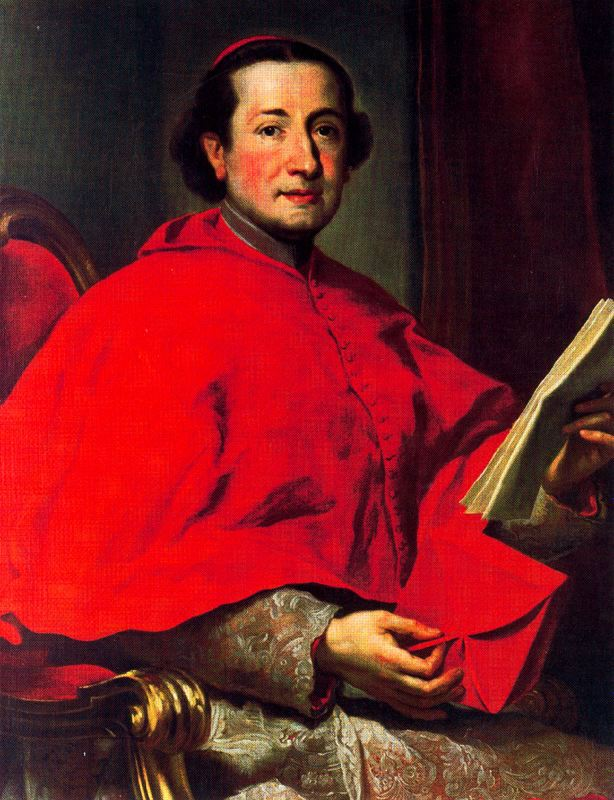
Kard. Carlo Rezzonico, sekretarz Kongregacji w latach 1777–99

1. Francesco Saverio de Zelada (22 lutego 1775 – 19 grudnia 1801)[101]
2. Leonardo Antonelli (29 maja 1775 – 23 stycznia 1811)[102]
3. Juan Tomás de Boxadors y Sureda de San Martín OP (18 grudnia 1775 – 16 grudnia 1780)[102]
4. Andrea Gioannetti OSBCam (30 marca 1778 – 8 kwietnia 1800)[103]
5. Hyacinthe Sigismond Gerdil CRSP (30 marca 1778 – 12 sierpnia 1802)[103]
6. Vitaliano Borromeo (17 grudnia 1779 – 7 czerwca 1793)[104]
7. Guglielmo Pallotta (15 lutego 1785 – 21 września 1795)[105]
8. Giovanni Maria Riminaldi (11 kwietnia 1785 – 12 października 1789)[106]
9. Gregorio Barnaba Chiaramonti OSBCas (27 czerwca 1785 – 14 marca 1800)[106], od 14 marca 1800 papież Pius VII
10. Ignazio Gaetano Boncompagni-Ludovisi (24 sierpnia 1785 – 9 sierpnia 1790)[106]
11. Luigi Valenti Gonzaga (1788 – 27 grudnia 1808)[107]
12. Filippo Campanelli (3 sierpnia 1789 – 18 lutego 1795)[108]
13. Andrea Corsini (8 grudnia 1793 – 18 stycznia 1795)[109]
14. Carlo Livizzani (8 grudnia 1793 – 1 lipca 1802)[109]
15. Aurelio Roverella (12 września 1794 – 5 września 1812)[110]
16. Giulio Maria della Somaglia (22 września 1795 – 2 kwietnia 1830)[111]
17. Stefano Borgia (31 października 1795 – 23 listopada 1804)[111]
18. Tommaso Antici (31 października 1795 – 7 września 1798)[111]
19. Ignazio Busca (10 sierpnia 1796 – 12 sierpnia 1803)
20. Giuseppe Maria Doria Pamphili (24 marca 1797 – 10 lutego 1816)[112]

### Mianowani przez Piusa VII (14 marca 1800 – 20 sierpnia 1823)
1. Ercole Consalvi (30 października 1800 – 24 stycznia 1824)[112]
2. Filippo Carandini (10 listopada 1800 – 29 sierpnia 1810)[113]
3. Michelangelo Luchi (23 grudnia 1801 – 29 września 1802)
4. Michele di Pietro (28 marca 1803 – 2 lipca 1821)[112]
5. Carlo Francesco Caselli OSM (28 marca 1803 – 20 kwietnia 1828)[112]
6. Francesco Carafa di Traetto (29 października 1804 – 29 września 1818)[112]
7. Alessandro Mattei (29 października 1804 – 20 kwietnia 1820)[112]
8. Filippo Casoni (15 lipca 1806 – 9 października 1811)[114]
9. Giulio Gabrielli (4 czerwca 1808 – 26 września 1822)[112]
10. Antonio Despuig y Dameto (4 czerwca 1808 – 2 maja 1813)
11. Bartolomeo Pacca (1 lipca 1808 – 19 kwietnia 1844)[112]
12. Lorenzo Litta (27 maja 1814 – 1 maja 1820)[112]
13. Cesare Brancadoro (27 maja 1814 – 12 września 1837)[112]
14. Carlo Oppizzoni (15 września 1814 – 13 kwietnia 1855)[112]
15. Antonio Dugnani (10 września 1815 – 17 października 1818)[112]
16. Francesco Fontana CRSP (29 kwietnia 1816 – 19 marca 1822)[112]
17. Pietro Francesco Galleffi (26 stycznia 1820 – 18 czerwca 1837)[112]
18. Emmanuele de Gregorio (26 stycznia 1820 – 7 listopada 1839)[112]
19. Annibale della Genga (31 maja 1820 – 28 września 1823)[115], od 28 września 1823 papież Leon XII
20. Francesco Saverio Castiglioni (18 listopada 1821 – 31 marca 1829)[112], od 31 marca 1829 papież Pius VIII

### Mianowani przez Leona XII (28 września 1823 – 10 lutego 1829)

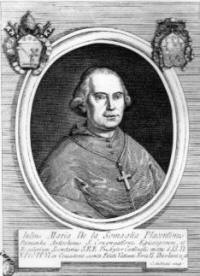
Kard. Giulio Maria della Somaglia, sekretarz stanu oraz sekretarz Rzymskiej Inkwizycji za pontyfikatu Leona XII

1. Placido Zurla OSBCam (2 stycznia 1824 – 29 października 1834)[112]
2. Francesco Bertazzoli (27 stycznia 1824 – 7 kwietnia 1830)[112]
3. Francesco Cesarei Leoni (25 lutego 1824 – 25 lipca 1830)[112]
4. Antonio Gabriele Severoli (18 marca 1824 – 8 września 1824)[112]
5. Bonaventura Gazzola, OFMRef (29 maja 1824 – 29 stycznia 1832)[112]
6. Mauro Cappellari OSBCam (4 lipca 1826 – 2 lutego 1831)[112], od 2 lutego 1831 papież Grzegorz XVI
7. Tommaso Bernetti (19 czerwca 1828 – 21 marca 1852)[112]

### Mianowani przez Piusa VIII (31 marca 1829 – 30 listopada 1830)
1. Giuseppe Albani (2 kwietnia 1829 – 3 grudnia 1834)[112]
2. Pietro Caprano (27 maja 1829 – 24 lutego 1834)[112]

### Mianowani przez Grzegorza XVI (2 lutego 1831 – 1 czerwca 1846)
1. Giacomo Giustiniani (18 lutego 1831 – 24 lutego 1843)[112]
2. Carlo Maria Pedicini (5 marca 1831 – 19 listopada 1843)[112]
3. Carlo Odescalchi SJ (3 lipca 1831 – 30 listopada 1838)[112]
4. Vincenzo Macchi (3 lipca 1831 – 30 września 1860)[112]
5. Luigi Lambruschini CRSP (24 lutego 1832 – 12 maja 1854)[112]
6. Giuseppe Maria Velzi OP (17 grudnia 1832 – 23 listopada 1836)[112]
7. Antonio Domenico Gamberini (15 kwietnia 1833 – 25 kwietnia 1841)[112]
8. Giuseppe Antonio Sala (27 czerwca 1834 – 23 czerwca 1839)[112]
9. Giacomo Filippo Fransoni (27 listopada 1834 – 20 kwietnia 1856)[112]
10. Paolo Polidori (25 stycznia 1836 – 23 kwietnia 1847)[112]
11. Giuseppe Alberghini (25 stycznia 1836 – 30 września 1847)[112]
12. Castruccio Castracane degli Antelminelli (29 lutego 1836 – 22 lutego 1852)[112]
13. Giuseppe della Porta Rodiani (8 grudnia 1838 − 18 grudnia 1841)
14. Giovanni Francesco Falzacappa (8 lipca 1839 – 18 listopada 1840)[112]
15. Costantino Patrizi Naro (4 sierpnia 1839 – 17 grudnia 1876)[112]
16. Ambrogio Bianchi OSBCam (8 listopada 1839 – 3 marca 1856)[112]
17. Antonio Francesco Orioli OFMConv (25 stycznia 1841 – 20 lutego 1852)[112]
18. Mario Mattei (25 kwietnia 1841 – 7 października 1870)[112]
19. Pietro Ostini (18 czerwca 1842 – 5 marca 1849)[112]

### Mianowani przez Piusa IX (16 czerwca 1846 – 7 lutego 1878)

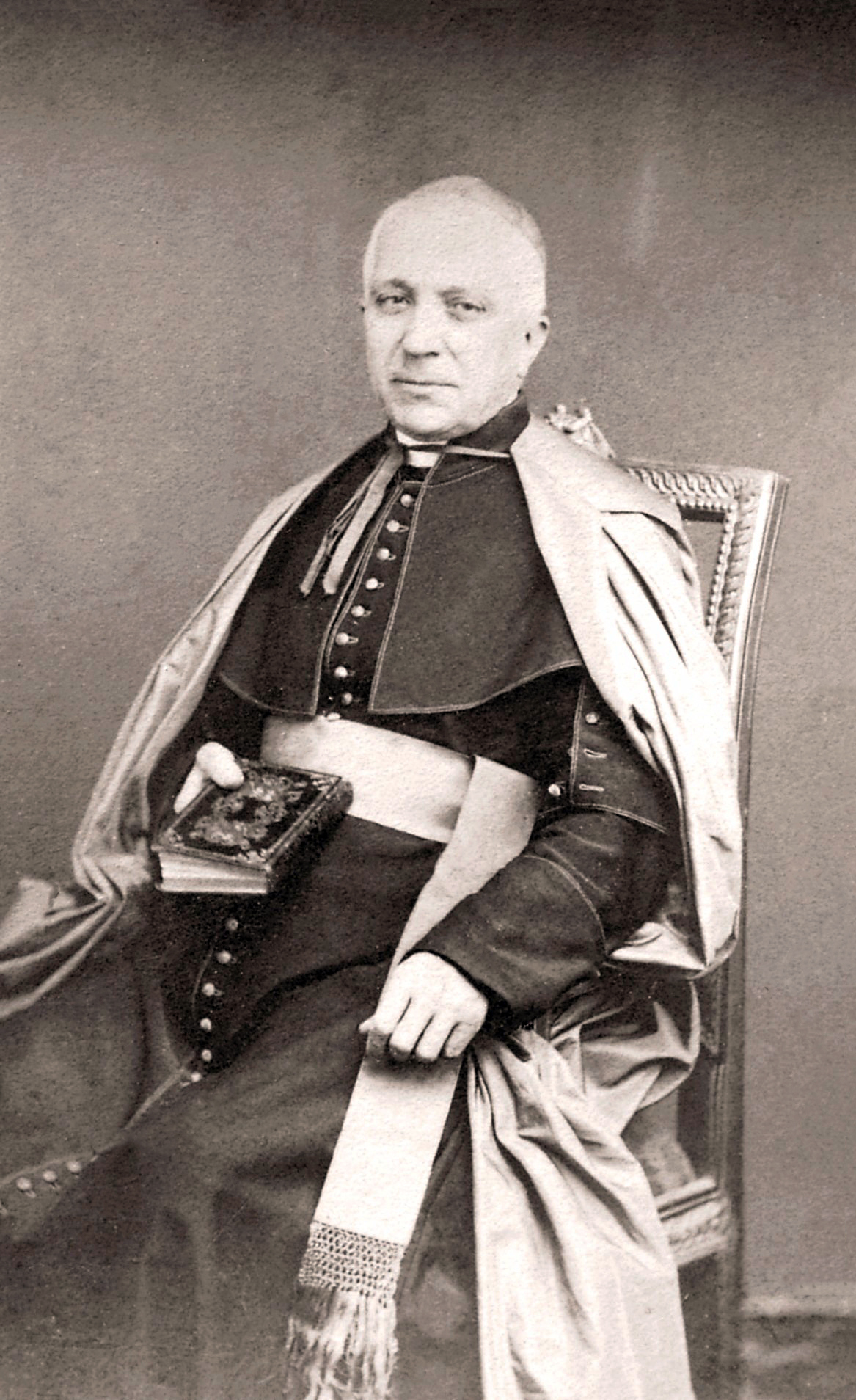
Kard. Prospero Caterini

1. Tommaso Pasquale Gizzi (16 września 1846 – 3 czerwca 1849)[116]
2. Gabriele Ferretti (17 lipca 1847 – 13 września 1860)[117]
3. Giacomo Antonelli (29 marca 1848 – 6 listopada 1876)[117]
4. Angelo Mai SJ (10 grudnia 1848 – 8 września 1854)[117]
5. Gabriel della Genga Sermattei (18 marca 1852 – 10 lutego 1861)[118]
6. Antonio Maria Cagiano de Azevedo (18 marca 1852 – 13 stycznia 1867)[118]
7. Raffaele Fornari (18 marca 1852 – 15 czerwca 1854)[118]
8. Domenico Lucciardi (18 marca 1852 – 13 marca 1864)[118]
9. Giusto Recanati OFMCap (10 marca 1853 – 17 listopada 1861)[119]
10. Prospero Caterini (27 czerwca 1853 – 28 października 1881)[119]
11. Fabio Maria Asquini (24 grudnia 1853 – 22 grudnia 1878)[120]
12. Filippo de Angelis (16 listopada 1854 – 6 lipca 1877)[121]
13. Chiarissimo Falconieri Mellini (16 listopada 1854 – 22 sierpnia 1859)[121]
14. Giovanni Brunelli (16 listopada 1854 – 21 lutego 1861)[121]
15. Alessandro Barnabò (19 czerwca 1856 – 24 lutego 1874)[120]
16. Joseph Othmar von Rauscher (23 grudnia 1858 – 24 listopada 1875)[122]
17. Niccola Clarelli Paracciani (21 maja 1860 – 7 lipca 1872)[123]
18. Karl August Graf von Reisach (21 maja 1860 – 29 grudnia 1869)[123]
19. Antonio Maria Panebianco OFMConv (30 września 1861 – 21 listopada 1885)[124]
20. Giuseppe Andrea Bizzarri (11 stycznia 1864 – 26 sierpnia 1877)[125]
21. Luigi Maria Bilio CRSP (5 listopada 1866 – 30 stycznia 1884)[126]
22. Annibale Capalti (16 marca 1868 – 18 października 1877)[127]
23. Antonio Saverio De Luca (22 stycznia 1869 – 28 grudnia 1883)[128]
24. Raffaele Monaco La Valletta (2 czerwca 1870 – 14 lipca 1896)[129]
25. Filippo Maria Guidi (28 lutego 1874 – 27 lutego 1879)[130]
26. Teodolfo Mertel (28 lutego 1874 – 11 lipca 1899)[130]
27. Alessandro Franchi (16 marca 1874 – 31 lipca 1878)[130]
28. Pietro Giannelli (31 marca 1875 – 5 listopada 1881)[130]
29. Johannes Baptiste Franzelin SJ (7 kwietnia 1876 – 11 grudnia 1886)[131]
30. Giovanni Simeoni (18 grudnia 1876 – 14 stycznia 1892)[131]
31. Lorenzo Nina (1 listopada 1877 – 25 lipca 1885)[131]

### Mianowani przez Leona XIII (20 lutego 1878 – 20 lipca 1903)

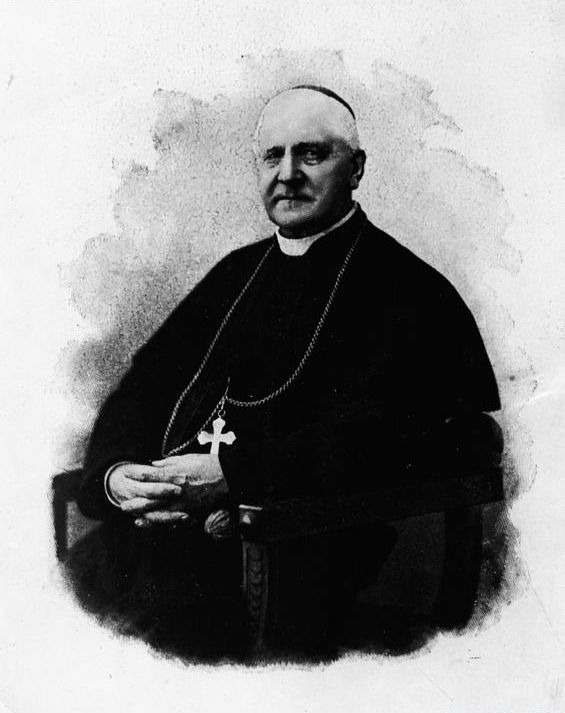
Kard. Mieczysław Ledóchowski, jedyny Polak będący członkiem Kongregacji Rzymskiej i Powszechnej Inkwizycji

1. Innocenzo Ferrieri (7 czerwca 1878 – 13 stycznia 1887)[131]
2. Tommaso Martinelli OESA (29 czerwca 1879 – 30 marca 1888)[132]
3. Domenico Bartolini (29 czerwca 1879 – 2 października 1887)[132]
4. Lodovico Jacobini (16 grudnia 1880 – 28 lutego 1887)[132]
5. Mieczysław Ledóchowski (11 listopada 1881 – 22 lipca 1902)[133]
6. Lucido Maria Parocchi (24 marca 1884 – 15 stycznia 1903)[134]
7. Tommaso Maria Zigliara OP (31 lipca 1885 – 10 maja 1893)[134]
8. Angelo Jacobini (31 lipca 1885 – 3 marca 1886)[134]
9. Camillo Mazzella SJ (31 stycznia 1887 – 26 marca 1900)[135]
10. Carlo Laurenzi (20 marca 1887 – 2 listopada 1893)[135]
11. Mariano Rampolla del Tindaro (13 lipca 1887 – 3 listopada 1908)[135]
12. Isidoro Verga (23 listopada 1889 – 10 sierpnia 1899)[136]
13. Giuseppe d’Annibale (13 grudnia 1890 − 17 lipca 1892)
14. Gaetano Aloisi Masella (10 lutego 1892 – 22 listopada 1902)[136]
15. Luigi Sepiacci OSA (21 listopada 1892 – 26 kwietnia 1893)
16. Giuseppe Maria Graniello CRSP (16 sierpnia 1893 – 8 stycznia 1896)
17. Serafino Vannutelli (21 marca 1894 – 3 listopada 1908)[136]
18. Angelo Di Pietro (24 stycznia 1896 – 3 listopada 1908)[136]
19. Girolamo Maria Gotti OCD (14 listopada 1898  – 3 listopada 1908)[137]
20. José de Calasanz Vives y Tuto OFMCap (14 września 1899 – 3 listopada 1908)[138]
21. Domenico Jacobini (3 stycznia 1900 – 1 lutego 1900)
22. Pietro Respighi (22 czerwca 1900 – 3 listopada 1908)[139]
23. Domenico Ferrata (18 grudnia 1902 – 3 listopada 1908)[140]
24. Francesco Segna (18 grudnia 1902 – 3 listopada 1908)[140]
25. Andreas Steinhuber SJ (18 grudnia 1902 – 15 października 1907)[140]

### Mianowani przez Piusa X (4 sierpnia 1903 – 20 sierpnia 1914)
1. Rafael Merry del Val y Zulueta (12 listopada 1903 – 3 listopada 1908)[141]

29 czerwca 1908 papież Pius X, w ramach generalnej reformy Kurii Rzymskiej, przekształcił Kongregację Rzymskiej i Powszechnej Inkwizycji w Kongregację Świętego Oficjum. Dotychczasowi jej członkowie pozostali w składzie tej Kongregacji, ale nie byli już tytułowani jako „inkwizytorzy generalni”. Reforma ta weszła w życie z dniem 3 listopada 1908.